# Família Camatero
Camatero (em grego: Καματηρός; romaniz.: Kamaterós; em latim: Camaterus) foi uma família bizantina de funcionários de Constantinopla que tornou-se proeminente nos séculos XI-XII. Vários membros da família foram estudiosos e patronos da literatura. A forma feminina do nome é Camatera (em grego: Καματηρά; romaniz.: kamaterá).

## História
O primeiro membro atestado da família foi o espatarocandidato Petronas Camatero, que em ca. 839 supervisionou a construção da fortaleza de Sarquel para os cazares e mais tarde tornou-se governador do Quersoneso. Vários membros da família são atestados no começo dos séculos X e XI como oficiais fiscais e judiciais, e Gregório Camatero tornou-se protoasecreta e mais tarde logóteta do secreto para o imperador Aleixo I Comneno. A família alcançou seu ápice no século XII, sob Manuel I Comneno e os Ângelos. o sebasto João Camatero gozou do favor de Manuel I e foi logóteta do dromo no final da década de 1050.
O sebasto Andrônico Camatero tornou-se eparca de Constantinopla e drungário da Vigla, e foi também um teólogo notório. Seu filho Basílio Camatero foi logóteta do dromo sob Isaac II Ângelo, enquanto sua filha Eufrósine Ducena Camaterina casou-se com o imperador Aleixo III Ângelo. A família também produziu os patriarcas Basílio II (r. 1183–1186) e João X (r. –11981206). Outro João foi arcebispo da Bulgária após 1186.